# José Madriz Rodríguez
José Santos Madriz Rodríguez (León, Nicaragua; 21 de julio de 1867 - Distrito Federal, México; 14 de mayo de 1911) fue un abogado y político nicaragüense que ejerció como presidente de Nicaragua desde el 21 de diciembre de 1909 hasta el 19 de agosto de 1910.
En 1909 había estallado la llamada Revolución de la Costa Atlántica contra el gobierno del general José Santos Zelaya, este reaccionó y como parte del conflicto ordenó el fusilamiento de dos estadounidenses "acusados de apoyar a los rebeldes". Ante tal hecho, el secretario de Estado de los Estados Unidos Philander Chase Knox envió al gobierno de Zelaya la famosa "Nota Knox" fechada el 1 de diciembre de 1909, a raíz de la cual Zelaya renunció y partió al exilio.
A pesar de la caída de Zelaya, el país continuó sumido en la guerra civil y el presidente Madriz quiso llegar a un acuerdo con los líderes rebeldes, sin éxito.
La Corte de Cartago ofreció su mediación, pero tanto el presidente Madriz como el jefe rebelde Juan José Estrada Morales la declinaron. 
Las fuerzas rebeldes avanzaron hacia la capital Managua y el 19 de agosto de 1910, imposibilitado para resistir, José Madriz entregó el poder al coronel y diputado José Dolores Estrada Morales, hermano del caudillo rebelde.